# Luís Vagner
Luís Vagner, né le 20 janvier 1948 à Bagé et mort le 9 mai 2021 à Itanhaém, est un chanteur, compositeur et guitariste brésilien.
L'un des principaux noms de la samba rock, il a également développé des sons plus proches du reggae, avec la samba reggae tout au long de sa carrière.

## Biographie

### Jeunesse et formation
Luis Vagner Dutra Lopes naît à Bagé en Rio Grande do Sul le 20 janvier 1948.
Son père et son grand-père sont musiciens. Le premier, guitariste, le baptise « Vagner » en l'honneur du compositeur allemand. Encore jeune, il part vivre à la Cidade Universitária, à Santa Maria, où il rencontre plusieurs musiciens, comme Cauby Peixoto et Lupicínio Rodrigues.
Notamment influencé par Severino Araújo (pt), l'Orquestra Tabajara (pt) et Zé Bodega (pt), il apprend la guitare de façon autodidacte très jeune puis rejoint différents groupes.

### Carrière
Il commence à se faire remarquer dans les années 1960, après avoir accompagné des artistes tels que Jorge Ben, Tim Maia, Cidinho Teixeira (pt), César Camargo Mariano et Lupicínio Rodrigues. Il a participé à plusieurs groupes dans les années 1960, dont Os Brasas (pt). Jorge Ben lui rend hommage en composant une chanson intitulée Luís Wagner guitarreiro.

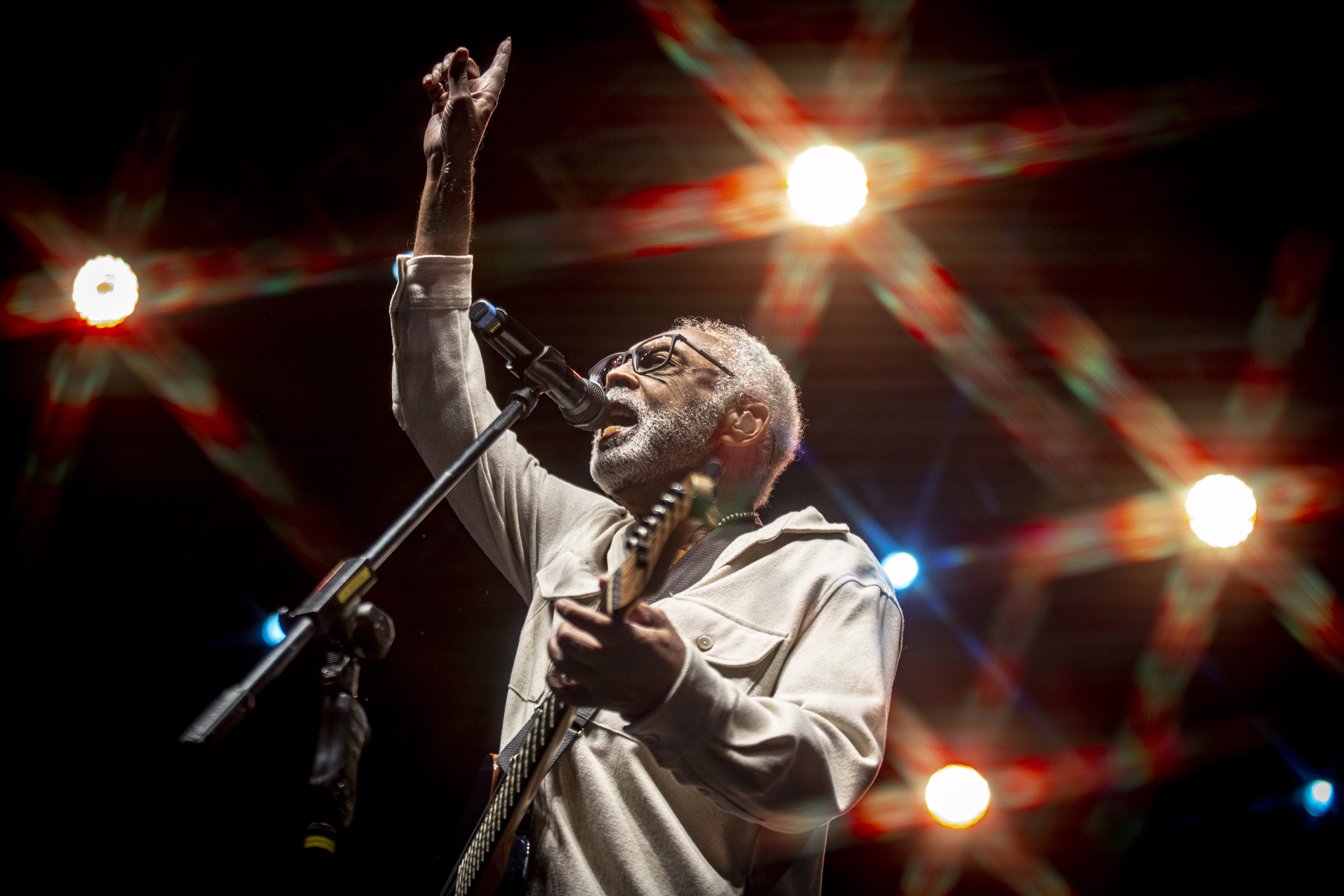
Gilberto Gil en 2022.

En 1967, il se rend à Rio de Janeiro, où il devient musicien de studio et producteur de musique pour RCA. Il rencontre Tim Maia, Cassiano (pt) et Banda Black Rio. Il enregistre plusieurs albums solo, dont Luís Vagner simples, Guitarreiro et Fusão dasracials et participe à l'enregistrement de plus de 25 albums avec d'autres artistes. Avec Gilberto Gil, il est considéré comme l'un des précurseurs du reggae au Brésil, un style musical qu'il développe tout au long de sa carrière, avec la samba-reggae,,,,.

### Dernières années
En 2004, deux de ses compositions figurent dans la compilation Black Music Brasil : Rola na ginga et C'est come soleil. En 2013, il est invité par Banda Black Rio aux côtés de Carlos Dafé (pt), Hyldon (pt), Paulo Diniz, Tony Tornado (pt), Lady Zu (pt), Gerson King Combo et Di Melo (pt) pour prendre par à un spectacle sur la scène de la Praça das Artes, à l'Estação República, dans le métro. En 2016, il participe au projet « RAPNSOUL », au SESC Pinheiros, à São Paulo, en tant qu'invité du Trio Azymuth et DJ Nuts, dans un spectacle dans lequel le répertoire est composé de compositions représentant la soul et le rap brésiliens, avec des classiques interprétés par les hôtes et les invités ; Luís Vagner joue Segura a Nega et Saudade de Jackson do Pandeiro.
Luís Vagner meurt à son domicile d'Itanhaém le 9 mai 2021, à l'âge de 73 ans.

## Discographie
Listes établies suivant Discogs.

### Albums studios
- Simples (1974)
- Luis Vagner (1976)
- Coisas e Lousas (1976)
- Fusão das Raças (1979)
- Pelo Amor do Povo Novo (1982)
- Conscientização (1988)
- Guitarreiro - Vai Dizer Que Não Me Viu (1993)
- Brasil Afro Sulrealista (2001)
- Swingante (2002)
- Samba, Rock, Reggae, Ritmos em Blues e Outras Milongas Mais (2020)

### En collaboration
- Baila Brasil 87 (avec Amigos Leais, 1987)
- Cilada (avec Amigos Leais, 1990)

### Albums live
- Ao Vivo: O Som Da Negadinha (1986)

### Participations
Il a participé à de nombreuses autres productions, notamment :
- Cada um na sua, d'Os Diagonais (1971)
- Eliana Pittmann, d'Eliana Pittmann (1972)
- Estudando o Samba, de Tom Zé  (1976)
- A Noite vai Chegar, de Lady Zu (pt) (1978)
- Amargo, de Berê (1978)
- O Samba e as suas origens, de Pau Brasil (1978)
- Energia, de Jorge Ben Jor (1982)
- África no fundo do quintal, de Bedeu (1983)
- Pegou de jeito, de Paulo Diniz (1985)
- Alma Negra, avec Carlinhos Trumpete, Lady Zu, Tony Bizarro e Tony Tornado (1988)